# لوبينيون (المغرب)
لوبنيون (بالفرنسية: l'Opinion)‏ هو صحيفة يومية مغربية تصدر باللغة الفرنسية، التي أنشئت في أبريل 1965، وهي تابعة لحزب الاستقلال، وتتناول المعلومات العامة والسياسية والاقتصادية.

## تاريخ مدراء النشر
- عبد الرحمان بادو (1965-1966)
- محمد برادة (1966-1970)
- عبد الحميد عواد (1970-1974)
- عبد الحفيظ القادري (1974-1977)
- محمد الإدريسي القيطوني (1977-2013)
- جمال حجام (2013-الآن)

## التاريخ
تأسست الجريدة في عام 1965. الصحيفة هي لسان حزب الاستقلال. كما نشرت شقيقة الصحيفة باللغة العربية واسمها العلم ويوجد مقرها في الرباط.
وخلال منتصف سنة 1970 كانت الصحيفة كثيرًا ما كانت محظورة من قبل السلطات المغربية جنبًا إلى جنب مع نشر الشقيقة، العلم، والمحرر، وجرائد المعارضة الأخرى.
تداولت الصحيفة سنة 2001 أكثر من 60,000 نسخة. و 70,000 نسخة في عام 2003، مما يجعلها الجريدة الثانية الأكثر قراءة في البلاد.